# Los Extraditables
Los Extraditables fue una organización criminal creada por los capos de la droga colombianos considerada un apéndice del Cartel de Medellín. El 6 de noviembre de 1986, los servicios de inteligencia del Departamento Administrativo de Seguridad (DAS) y la Dirección de Policía Judicial e Investigación (DIJIN) señalaron a Pablo Escobar como su máximo jefe de combate.

## Historia

### Creación
El 6 de noviembre de 1986, un año después de los sucesos del Palacio de Justicia de Bogotá, se conoció que los narcotraficantes del Cartel de Medellín y otros narcotraficantes de diversos lugares se unieron para lanzar la famosa proclamaː

Preferimos una tumba en Colombia que una cárcel en los Estados Unidos.
Los Extraditables

El grupo se llamaba Los Extraditables, pues estaba conformado por los criminales que tenían orden de extradición hacia los Estados Unidos, y buscaban por todos los medios derrumbar los tratados de extradición vigentes o por firmarse con ese país.

### Actividades
El objetivo de Los Extraditables en principio fue la lucha contra la extradición de colombianos al exterior mediante la utilización de la amenaza y la sentencia de muerte a quienes se mostraran de acuerdo con esa medida. Era influir en la sociedad y en los estamentos jurídicos y legislativos del estado para que no existiese tratado de extradición con los Estados Unidos.
Inicialmente el grupo se dedicó a publicar avisos de prensa en donde defendían su posición, así como a influir en partidos políticos para que defendieran sus tesis. Sin embargo, con el paso del tiempo esto se convirtió en una guerra entre el estado y la mafia. El estado persiguiéndoles con cuerpos militares especializados y los narcotraficantes poniendo bombas en ciudades.
En abril de 1990, el grupo anunció que rompía relaciones con Escobar, a quien le atribuyeron los crímenes cometidos a lo largo de 1989, en especial cuando el gobierno colombiano de Barco le declaró la guerra a los narcotraficantes con el asesinato el 18 de agosto de ese año del dirigente liberal Luis Carlos Galán, quien se perfilaba como el próximo presidente del país y a quien los criminales veían como un claro obstáculo porque tenía en mente extraditarlos a todos.

### Miembros
Sus miembros fueron en gran parte del Cartel de Medellín y otros allegados vinculados al negocio del narcotráfico. Los máximos jefes de la organización eran:
- Pablo Emilio Escobar Gaviria, abatido el 2 de diciembre de 1993 en el tejado de una casa en Medellín.
- Gustavo Gaviria, abatido el 12 de agosto de 1990 en su casa en Medellín.
- Gonzalo Rodríguez Gacha, abatido el 15 de diciembre de 1989 desde un helicóptero en un platanal de Tolú.
- Carlos Lehder, Capturado el 4 de febrero de 1987 en una finca, traicionado por Escobar, condenado inicialmente a cadena perpetua más 135 años en una prisión federal de los Estados Unidos. Por su colaboración en el caso Noriega su sentencia fue rebajada a 55 años de prisión. Liberado el 16 de junio de 2020
- Juan David Ochoa, el mayor de los hermanos Ochoa. Se sometió a la justicia el 16 de febrero de 1991. Fue recluido en la cárcel de Itagüí, y dejado en libertad en 1996 tras un acuerdo con la fiscalía. Murió el 25 de julio de 2013 en la ciudad de Medellín, producto de un infarto.
- Jorge Luis Ochoa, perteneciente al clan de los Ochoa, fue el más importante de sus hermanos dentro de la organización criminal. Reconocido criador de caballos se convirtió en el número 2 a la muerte de Gaviria Rivero. Se rindió el 15 de enero de 1991 como parte de la política de sometimiento a la justicia del gobierno de César Gaviria.Fue condenado a 8 años y 4 meses de prisión con una pena efectiva de 5 años, 5 meses y 21 días gracias a las rebajas que tuvo en su pena. Finalmente Jorge Luis fue puesto en libertad el día 5 de julio de 1996 por pena cumplida.
- Fabio Ochoa Vásquez, el menor del clan de los Ochoa, condenado a 30 años en una prisión federal de los Estados Unidos.

### Final
El grupo se desintegró el 2 de diciembre de 1993, con la baja de Escobar en una casa de Medellín, a manos del Bloque de Búsqueda, y con él, el Cartel también se desintegró.

## Legado
- El libro Noticia de un secuestro del escritor colombiano Gabriel García Márquez, en el que se narran temas relacionados con secuestros realizados por los Extraditables.